# 2B
2B är popduon som representerade Portugal i Eurovision Song Contest 2005 i Kiev, Ukraina.
Gruppen kan kallas Portugals svar på svenska duon Fame.
Duon består av Luciana Abreu och Rui Drumond som båda kommer från varsin dokusåpa i Portugal. Luciana är känd från portugisiska "Idol" medan Rui kommer från portugisiska Operacion Triunfo. Med låten Amar (som är både på engelska och portugisiska) hoppades de på en seger men dessvärre blev gruppen utslagen i semifinalen.